# François Michel Courtot
François Michel Courtot est un homme politique français né le 15 mars 1757 à Noroy-le-Bourg (Haute-Saône) et mort le 20 avril 1816 à Besançon (Doubs).

## Biographie
Avocat, puis juge au tribunal de Vesoul, il est député de la Haute-Saône de 1791 à 1792, siégeant avec la majorité. Il est nommé président du tribunal criminel de Vesoul en 1800.

## Sources
- « François Michel Courtot », dans Adolphe Robert et Gaston Cougny, Dictionnaire des parlementaires français, Edgar Bourloton, 1889-1891 [détail de l’édition]